# Boysetsfire
Boysetsfire – zespół grający punk rock z Newark, Delaware, USA. Powstał w 1994. Składał się z gitarzystów Chada Istvana i Josha Latshawa, basisty Roberta Ehrenbranda, perkusisty Matta Krupanski i wokalisty Nathana Graya. Ostatni koncert miał miejsce 9 czerwca 2007 w Filadelfii. 12 lutego tego samego roku Nathat Gray ogłosił, iż jest w trakcie tworzenia nowego zespołu o nazwie thecastingout, który współtworzy z kilkoma członkami boysestsfire.

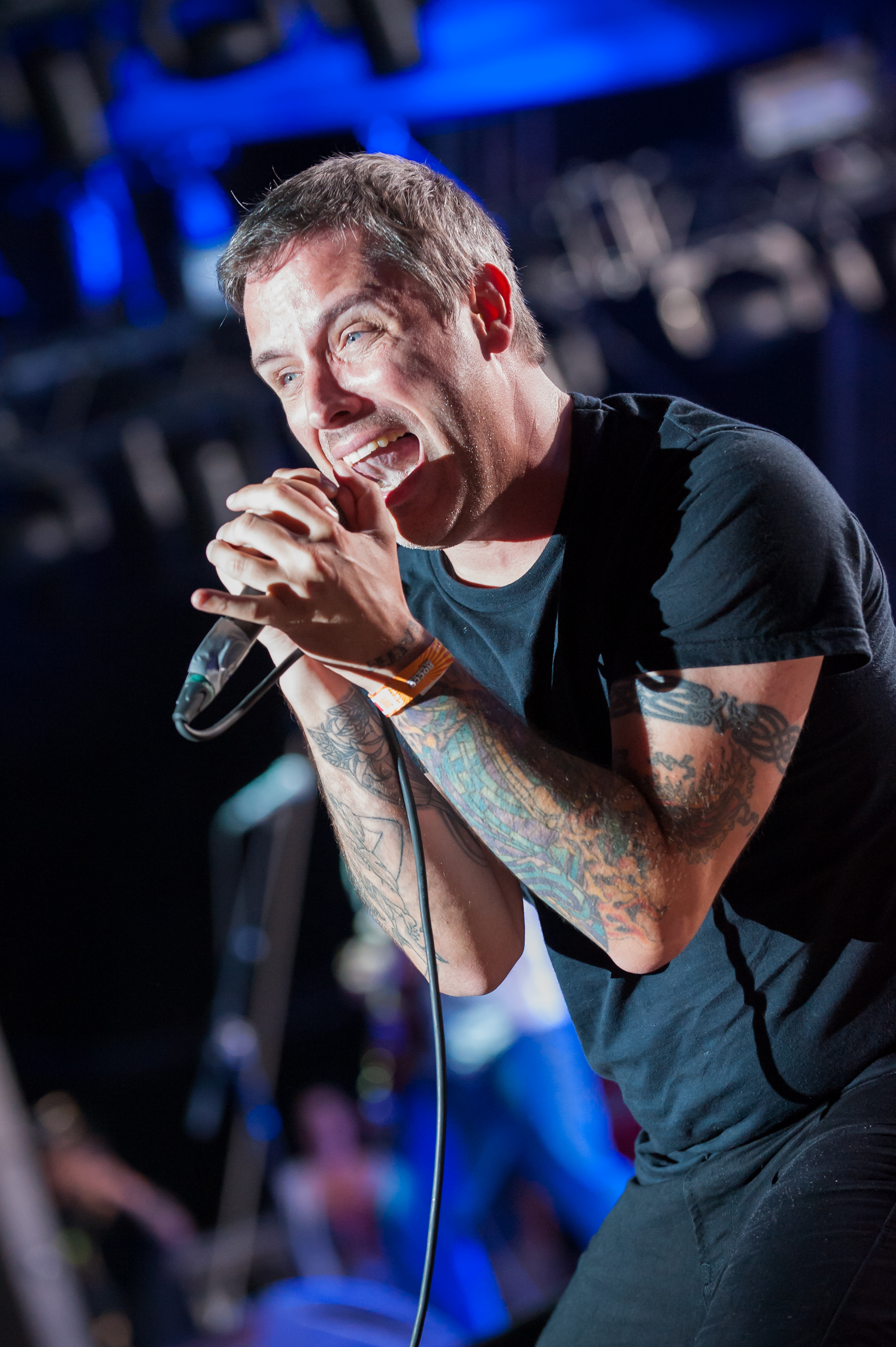
Nathana Graya

## Członkowie
- Josh Latshaw – wokal, gitara
- Chad Istvan – gitara, wokal, fortepian, keyboard
- Nathan Gray – wokal, keyboard
- Robert Ehrenbrand – gitara basowa, wokal
- Matt Krupanski – perkusja

### Byli członkowie
- Rob Avery – gitara
- Darrell Hyde – gitara basowa
- Jesse Donaldson – gitara

## Dyskografia

### Albumy studyjne
- 1997 – The Day the Sun Went Out CD/LP
- 2000 – After the Eulogy CD/CS/LP
- 2003 – Tomorrow Come Today CD/DVD
- 2006 – The Misery Index: Notes from the Plague Years Cd/DVD

### Inne wydania
- 1996 – Consider (7")
- 1996 – This Crying, This Screaming, My Voice Is Being Born
- 1998 – In Chrysalis (EP)
- 1999 – Snapcase vs. Boy Sets Fire (Split EP)
- 2000 – Crush 'Em All Vol. 1 (Boy Sets Fire / Shai Hulud split 7")
- 2000 – Coalesce / Boy Sets Fire (split EP)
- 2001 – Suckerpunch Training (EP/ 7")
- 2002 – Live for Today (EP/LP)
- 2005 – Before the Eulogy (B–sides and rarities CD)

### Teledyski
- 2003 – Last Year's Nest
- 2006 – Requiem
- 2005 – Dear George